# 福井県立勝山高等学校
福井県立勝山高等学校（ふくいけんりつ かつやまこうとうがっこう、英: Fukui Prefectural Katsuyama High School）は、福井県勝山市昭和町にある公立の高等学校。

## 設置学科
- 普通科
- 探究特進科

## 沿革
- 1948年（昭和23年）
  - 4月 - 福井県立勝山高等学校開校式（普通科・家庭技芸課程の2科設置）。
  - 6月 - 定時制開校。校章・制服・制帽制定。
- 1949年（昭和24年）4月 - 商業課程増設。
- 1950年（昭和25年）4月 - 農業課程増設。
- 1951年（昭和26年）8月 - 隣接の勝山中学校とともに校舎を焼失し、新築中の1棟8教室のみ残る（1953年6月まで仮設教室で授業が行われる）。
- 1953年（昭和28年）6月 - 勝山市長山の新校舎へ移転。
- 1955年（昭和30年）
  - 2月 - 校歌制定。
  - 9月 - 講堂兼体育館完成。
- 1958年（昭和33年）
  - 3月 - 家庭技芸課程を廃止。
  - 11月 - 創立10周年記念図書館竣工。
- 1962年（昭和37年）10月 - 本館完成。
- 1963年（昭和38年）
  - 3月 - 農業課程廃止。
  - 6月 - 本館竣工式。
- 1964年（昭和39年）9月 - 女子生徒制服改正、夏用制服制定。
- 1966年（昭和41年）11月 - 合同体育館完成（本校・勝山精華高校共用）。
- 1967年（昭和42年）8月 - 第19回全国高等学校総合体育大会女子ソフトボール競技が開催される。
- 1968年（昭和43年）
  - 7月 - 校庭夜間照明建設。
  - 10月 - 第23回国民体育大会バドミントン競技・ソフトボール競技が開催される。
- 1969年（昭和44年）7月 - プール・運動クラブハウス完成。
- 1970年（昭和45年）6月 - 男子生徒頭髪・制帽規定変更。
- 1976年（昭和51年）7月 - 新校舎鉄筋3階建普通教室完成（第1・2期）。
- 1978年（昭和53年）
  - 4月 - 寄宿舎「ひびき寮」完成。
  - 8月 - 新校舎鉄筋3階建特別教室完成（第3期）。
- 1979年（昭和54年）
  - 3月 - コンピューターシステム導入。
  - 4月 - 新校舎AV教室・給食室・生徒玄関完成（第4期）。
- 1980年（昭和55年）8月 - 中庭造園・硬式テニスコート完成。
- 1983年（昭和58年）3月 - グラウンド整備工事完了。
- 1985年（昭和60年）4月 - 第1体育館完成。
- 1987年（昭和62年）
  - 11月 - 第2体育館・弓道場・クラブハウス完成。
  - 12月 - グラウンド散水設備完成。
- 1988年（昭和63年）3月 - グラウンド野球用フェンス設置。
- 1989年（平成元年）4月 - 商業課程募集停止、硬式テニスコート整備工事完了。
- 1990年（平成2年）3月 - 武道館完成。
- 1992年（平成4年）
  - 4月 - 制服改定。
  - 10月 - セミナーハウス完成。
- 1993年（平成5年）
  - 3月 - 本館リフレッシュ工事完成。
  - 11月 - クラブハウス完成。
- 1996年（平成8年）4月 - グラウンド改修工事。
- 1997年（平成9年）10月 - 創立50周年記念事業の校門周辺整備事業完了。
- 1999年（平成11年）3月 - 定時制募集停止。CAI学習装置・校内コンピューターネットワーク整備完了。
- 2000年（平成12年）3月 - 本校ホームページ開設。
- 2002年（平成14年）3月 - 定時制課程廃止。
- 2004年（平成16年）4月 - 普通教室クーラー設置工事完了。
- 2006年（平成18年）12月 - 中庭整備完了。
- 2008年（平成20年）1月 - LL教室整備完了。
- 2012年（平成24年）2月 - 本館耐震補強工事完成。
- 2014年（平成26年）4月 - 英語教育強化地域拠点事業（文部科学省）の指定を受ける。
- 2015年（平成27年）4月 - 授業改善重点実施校（福井県教育委員会）の指定を受ける。
- 2018年（平成30年）
  - 3月 - CAI学習装置更新。
  - 5月 - OECD日本イノベーション教育ネットワーク、課題解決型学習モデル開発事業（福井県教育委員会）実践校の指定を受ける。
- 2020年（令和2年）9月 - 同窓会よりiPadの寄贈を受ける。
- 2021年（令和3年）2月 - GIGAスクール構想により、生徒一人一人にタブレット端末配備。
- 2022年（令和4年）4月 - 探究特進科を開設。本館12教室リノベーション工事完成。
- 2027年（令和9年）4月 - 校地内に勝山市立勝山中学校を併設、従前の同市立全3中学校を統合し開校予定。

## 部活動
バドミントン部は全国に名を知られている強豪である。
- 運動部 - バドミントン（男・女）、バスケットボール（女）、テニス（男・女）、サッカー、バレーボール（男・女）、野球、陸上競技、弓道、スキー
- 文化部 - 日本文化、吹奏楽、芸術、将棋、ボランティア

## 校訓
まこと（真・誠・信）

## アクセス
- えちぜん鉄道勝山永平寺線勝山駅 徒歩約20分
- 京福バス 44・46系統（勝山大野線）「勝山高校入口」停留所 徒歩約3分、もしくは「サンプラザ前」停留所 徒歩約10分。「勝山駅前」からは「ヴィオ」行きの場合はサンプラザ前、「福井勝山総合病院」行きの場合はその3つ先の勝山高校入口下車となる。
- E67 中部縦貫自動車道 勝山IC 車で約5分

## 著名な卒業生
- 石塚運昇（声優、俳優、ナレーター、演出家）
- 平泉隆房（歴史学者）
- 水上実喜夫（政治家、第18代勝山市長）
- 今井彰宏（バドミントン監督・指導者）
- 松川直弘（バドミントン選手）
- 山口茜（バドミントン選手）

## 著名な教職員
- 平泉洸（歴史学者、金沢工業大学名誉教授）